# Terrell, Texas
Terrell là một thành phố thuộc quận Kaufman, tiểu bang Texas, Hoa Kỳ. Năm 2010, dân số của xã này là 15816 người.

## Dân số
- Dân số năm 2000: 13606 người.
- Dân số năm 2010: 15816 người.